# Geschichte der Simpsons

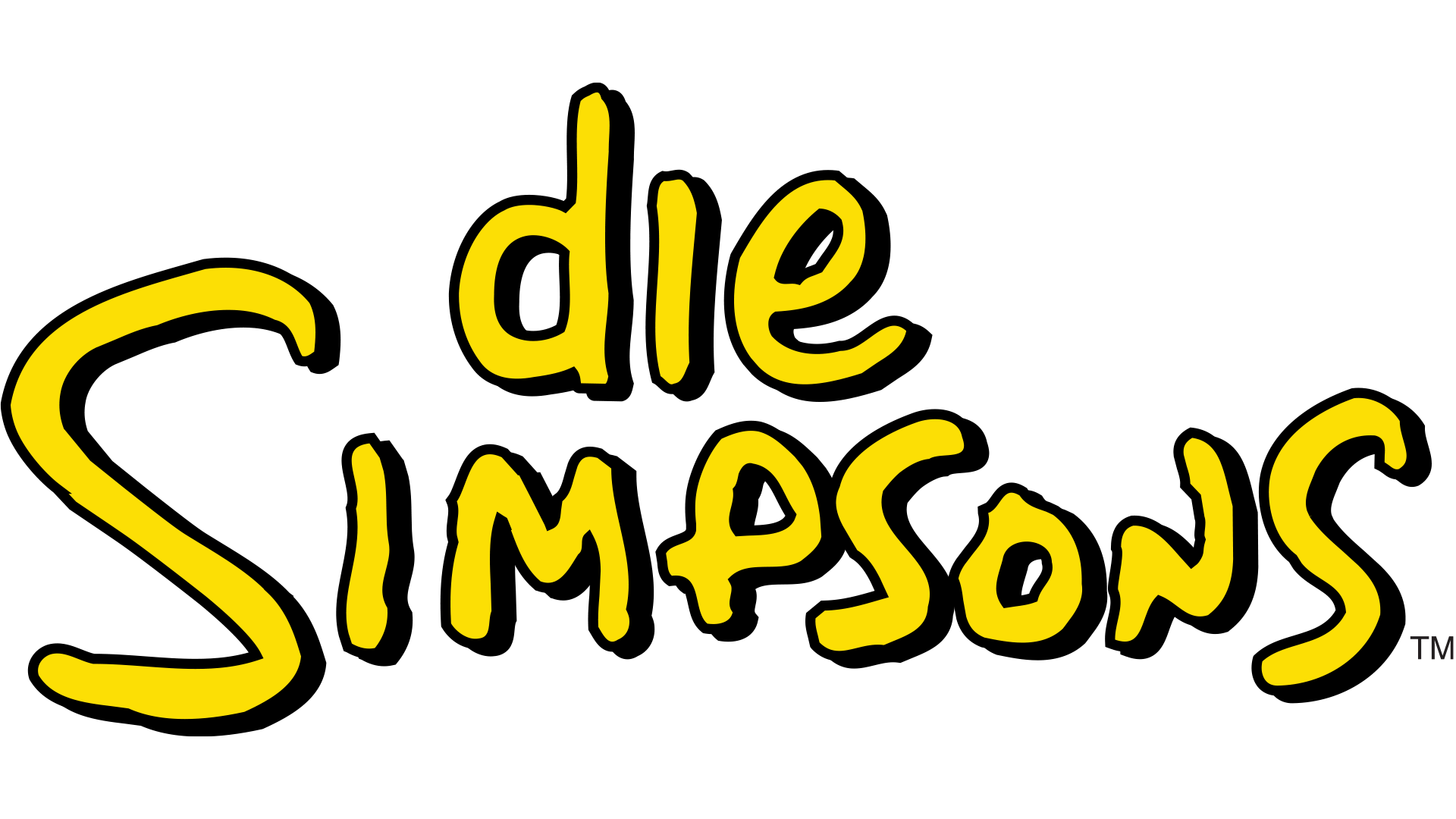
Das Logo der Serie

Die US-amerikanische Zeichentrickserie Die Simpsons entstand 1985. Sie wurde von Matt Groening erdacht. Gezeigt wurde die Familie Simpson erstmals in der Fernsehshow The Tracey Ullman Show im April 1987. Nachdem sie dort drei Staffeln lang in ein- bis zweiminütigen Kurzfilmen zu sehen gewesen war, wurde um die Protagonisten eine halbstündige Primetime-Serie mit dem Titel The Simpsons entwickelt. Die Erstausstrahlung fand am 17. Dezember 1989 statt. The Simpsons war 1989–1990 die erste Sendung des amerikanischen Fernsehnetzwerks Fox, die in den Top 30 der Nielsen Ratings einer Fernsehsaison auftauchte.
Die Serie wird und wurde in vielerlei Hinsicht kontrovers diskutiert. So kritisierten Eltern während der Ausstrahlung der ersten Staffeln, dass die Figur Bart Simpson ein schlechtes Vorbild für Kinder sei. Mehrere Schulen in den Vereinigten Staaten beschlossen ein Verbot von zur Serie gehörigen Merchandise-Produkten, etwa Fan-T-Shirts. Im Januar 1992 äußerte sich der damalige US-Präsident George H. W. Bush in einer Rede im Wahlkampf zu seiner Wiederwahl, man werde weiter versuchen, die amerikanische Familie zu stärken, um dafür zu sorgen, dass diese eher dem Vorbild der Waltons gleiche als dem der Simpsons.
Die Produzenten Matt Groening, James L. Brooks, Al Jean, Mike Scully und Richard Sakai begannen 2001 mit der Entwicklung eines zur Serie passenden Kinofilms. Dabei wurde die Produktion durch ein fehlendes Drehbuch in geeigneter Länge behindert. Es wurde mehrere Male neu geschrieben, bevor 2006 mit den Animationsarbeiten des Films begonnen werden konnte. Die Simpsons – Der Film kam weltweit am 26. und 27. Juli 2007 in die Kinos und erhielt überwiegend positive Kritiken.
Die Simpsons wurde schließlich die am längsten laufende amerikanische Zeichentrickserie und übertraf 2009 die Serie Rauchende Colts als die am längsten laufende amerikanische drehbuchbasierte Primetime-Serie. Es wurden bisher 704 Folgen in 32 Staffeln ausgestrahlt.
Liste der Showrunner im Laufe der Serie:
- Staffel 1–2: Matt Groening, James L. Brooks & Sam Simon
- Staffel 3–4: Al Jean & Mike Reiss
- Staffel 5–6: David Mirkin
- Staffel 7–8: Bill Oakley & Josh Weinstein
- Staffel 9–12: Mike Scully
- seit Staffel 13: Al Jean

## Kurzfilme (1987–1989)
Der Fernsehproduzent James L. Brooks bat den Zeichner Matt Groening im Jahr 1985 um eine Idee für eine Serie aus animierten Kurzfilmen. Groening wollte ihm zunächst seinen Comicstrip Life in Hell vorschlagen. Als er jedoch erfuhr, dass er dadurch die Rechte an diesem verlieren würde, entschied er sich kurzfristig um. Im Vorraum von Brooks’ Büro entwarf er seine Version einer dysfunktionalen Familie. Er zeichnete die Hauptcharaktere innerhalb von 15 Minuten und gab ihnen die Vornamen seiner eigenen Familienmitglieder.
Die Familie Simpson wurde zum ersten Mal in dem Kurzfilm Good Night (dt. Titel: Gute Nacht) in der Serie Die Tracey Ullman Show am 19. April 1987 auf dem US-Sender Fox gezeigt. Sie kam dort drei Staffeln lang in 48 ein- bis zweiminütigen Filmen vor. Groening übermittelte den damaligen Animatoren Wes Archer, David Silverman und Bill Kopp, die die Kurzfilme produzierten, lediglich grobe Skizzen der Figuren, denn er nahm an, die Animatoren würden sie noch verfeinern. Allerdings übertrugen sie seine Zeichnungen nur, was zu dem plumpen Aussehen der Charaktere in den ersten Folgen führte. Die Koloristin Gyorgyi Peluce entschied, die Figuren gelb zu färben.
Dan Castellaneta synchronisierte in den Kurzfilmen Homer Simpson, Abraham Simpson und Krusty, den Clown. Homers Stimme war zu dieser Zeit eine ungenaue Nachahmung der Stimme von Walter Matthau, während sie in der halbstündigen Serie robuster und humorvoller wirkt, was der Figur ein umfassenderes Spektrum an Emotionen einräumte. Julie Kavner, Nancy Cartwright und Yeardley Smith synchronisierten Marge Simpson, Bart Simpson und Lisa Simpson. In Deutschland wurden die Kurzfilme zum ersten Mal im Jahre 1992 auf dem Privatsender RTL ausgestrahlt und dabei von Norbert Gastell als Homer, Elisabeth Volkmann als Marge, Sandra Schwittau als Bart, Sabine Bohlmann als Lisa, Walter Reichelt als Abraham und Hans-Rainer Müller als Krusty synchronisiert. Wie auch die Originalsprecher führten sie dies später in den zwanzigminütigen Folgen fort.

## Groening, Brooks und Simon (1989–1991)
Im Jahre 1989 adaptierte eine Gruppe aus Produktionsfirmen The Simpsons zu einer halbstündigen Serie für den Sender Fox Broadcasting Company. Diese Gruppe bestand aus den Firmen, die das heutige Animationsstudio Klasky Csupo bilden. Wegen des zunehmenden Arbeitsaufwandes wurde die Produktion auch an das südkoreanische Animationsstudio AKOM vergeben. Während Charakter- und Hintergrundgestaltung vom heimischen Studio erstellt wurden, wurden tweening, Kolorierung und Aufnahme in den Übersee-Studios erledigt.
The Simpsons wurde von Groening, Brooks und Sam Simon, einem Autor und Produzenten, mit dem Brooks bei früheren Projekten zusammengearbeitet hatte, entwickelt. Groening sagte, sein Ziel sei gewesen, dem Publikum eine Alternative zu dem, was er als „Mainstream-Müll“ bezeichnet, zu bieten. Simon stellte das anfängliche Team von Drehbuchautoren zusammen und leitete es. Brooks handelte in den Vertrag mit Fox Network eine Bestimmung aus, die Fox daran hinderte, sich in den Inhalt der Sendung einzumischen. Fox war sich unsicher, ob die Serie die Aufmerksamkeit des Publikums auf Dauer aufrechterhalten könnte. Der Sender schlug vor, drei siebenminütige Kurzfilme pro Folge sowie vier „Specials“ zu produzieren, bis sich die Zuschauer daran gewöhnt hätten. Am Ende aber verlangten die Produzenten 13 halbstündige Folgen.
Die halbstündige Serie wurde zum ersten Mal am 17. Dezember 1989 mit der Folge Simpsons Roasting on an Open Fire (dt. Titel: Es weihnachtet schwer) ausgestrahlt. Es war ursprünglich geplant, sie im Herbst mit der Folge Some Enchanted Evening (dt. Titel: Der Babysitter ist los) zu starten. Die Produzenten aber fanden, dass ihre Animation so schlecht gewesen sei, dass 70 Prozent der Folge erneuert werden mussten. Zu dem damaligen Zeitpunkt gab es erst wenige Möglichkeiten für das Animieren. Üblicherweise folgte man dem Stil von Disney, Warner Bros. oder Hanna-Barbera. Die Produzenten wollten eine möglichst realistische Umgebung, in der die Figuren und Gegenstände nichts tun können, was nicht auch in der realen Welt möglich ist. Sie dachten über einen Abbruch der Serie nach, falls sich die nächste Folge Bart the Genius (dt. Titel: Bart wird ein Genie) auch als schlecht erwiesen hätte; diese litt aber nur an leicht reparierbaren Problemen. Die Premiere wurde schließlich auf Dezember verschoben und mit Simpsons Roasting on an Open Fire die erste halbstündige Folge ausgestrahlt. In einigen Folgen der ersten Staffel verhalten sich die Charaktere anders als in späteren Staffeln. Beispielsweise ist Lisa undiszipliniert und Homer oft die Stimme der Vernunft; diese Eigenschaften kehren sich in späteren Staffeln um.
Mit der Folge Eine ganz normale Familie wurde die Serie unter dem Titel Die Simpsons am 13. September 1991 auf dem ZDF zum ersten Mal im deutschen Sprachraum ausgestrahlt. Die dortige Arbeit als Synchronregisseur erledigte Siegfried Rabe. Mit dem Beginn der Ausstrahlung der vierten Staffel im April 1994 übernahm ProSieben die Erstausstrahlung der Serie in Deutschland; Synchronregisseur wurde Ivar Combrinck. Seit dem 27. September 1991 ist sie außerdem auf dem österreichischen Sender ORF eins und seit 2001 auf dem schweizerischen Sender SRF zwei zu sehen.

### Bartmania und Kritik von Konservativen

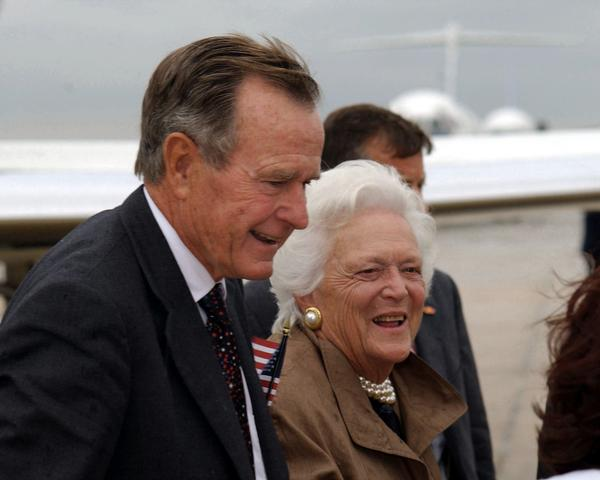
George H. W. Bush und Barbara Bush

Die Serie war von Anfang an umstritten. Der rebellische Hauptcharakter zu diesem Zeitpunkt, Bart Simpson, erhielt in der Serie häufig keine Strafe für sein Fehlverhalten, weshalb ihn einige US-amerikanische Eltern und Konservative als schlechtes Vorbild für Kinder hielten. Mehrere öffentliche Schulen in den Vereinigten Staaten verboten Produkte der Serie, wie etwa T-Shirts mit Sprüchen von Bart oder Spielfiguren. In der ersten Folge der zweiten Staffel, Bart Gets an F (dt. Titel: Der Musterschüler), scheitert Bart an vier aufeinanderfolgenden Geschichtstests in der Schule, weshalb ihm der Schulpsychologe empfiehlt, die vierte Klasse zu wiederholen. Einige Kritiker meinten, dass diese Folge die Reaktion auf die Kontroversen gewesen sei. Allerdings bestritt dies James L. Brooks und erklärte: „Dessen sind wir uns bewusst. Ich denke, es ist für uns wichtig, dass Bart schlecht in der Schule ist. Es gibt auch Schüler, die so sind. Außerdem bin ich sehr vorsichtig mit dem Fernsehen, wo jeder die Rolle eines Vorbildes sein soll. Es ist nicht so, dass viele Vorbilder im wirklichen Leben herumlaufen. Wieso sollte das Fernsehen voll von ihnen sein?“
In einer am 1. Oktober 1990 erschienenen Ausgabe der Zeitschrift People nannte die damalige First Lady Barbara Bush die Serie „das dümmste, was [sie] jemals gesehen [hat]“. Diese Aussage führte dazu, dass ihr die Drehbuchautoren von The Simpsons einen Brief aus der Sicht von Marge Simpson schrieben, in dem sie sich darstellte. Bush schickte daraufhin sofort eine Antwort, in der sie sich entschuldigte. Mehr als ein Jahr später, am 27. Januar 1992, hielt der damalige US-Präsident George H. W. Bush eine Rede während der Kampagne zu seiner Wiederwahl, in der er meinte: „Wir werden weiter versuchen, die amerikanische Familie zu stärken, um amerikanische Familien viel mehr wie die Waltons zu machen und viel weniger wie die Simpsons.“ Die Autoren entschieden sich dazu, auf seine Rede in der nächsten Ausstrahlung antworten zu wollen. Diese war eine Wiederholung der Folge Stark Raving Dad (dt. Titel: Die Geburtstagsüberraschung) am 30. Januar. Diese Ausstrahlung beinhaltete eine Eröffnung, in der die Simpsons Bushs Rede beobachten. Bart antwortet auf diese: „Hey, wir sind genauso wie die Waltons. Wir beten auch für ein Ende der Krise.“ Die Kritik führte letztendlich zur Idee für die Folge Die bösen Nachbarn aus der siebten Staffel, in der George und Barbara in das Haus gegenüber der Simpsons ziehen.

### Konkurrenz mitThe Cosby Show
Die erste Staffel von The Simpsons war das erste Mal, dass eine Serie von Fox unter die Top 30 der Nielsen Ratings einer Fernsehsaison kam. Aufgrund dieses Erfolges wechselte der Sender den Sendeplatz der Serie von Sonntagabend auf Donnerstagabend um 20 Uhr in der Hoffnung, man könne so höhere Ratings erzielen. Somit würde sie mit der Serie The Cosby Show (dt. Titel: Die Bill Cosby Show), der meistgesehenen Serie zur damaligen Zeit, konkurrieren. Viele Produzenten waren gegen den Wechsel, da sie dachten, man könne sich so die hohen Ratings zerstören.
Bart Gets an F war die erste Folge, die gegen The Cosby Show antrat, und hatte dabei ein Rating von 18,4 und einen Marktanteil von 29 %. Die wöchentlichen Nielsen Ratings beendete sie auf dem achten Platz hinter Bill Cosbys Sendung, die ein Rating von 18,5 erreichte. Allerdings sahen Bart Gets an F etwa 33,6 Millionen Zuschauer, womit sie die meistgesehene Sendung hinsichtlich der tatsächlichen Zuschauer in dieser Woche war. Zu dieser Zeit war sie die meistgesehene Folge in der Geschichte von Fox. The Cosby Show schlug The Simpsons daraufhin jedes Mal während der zweiten Staffel. Die Fernsehsaison 1990/1991 beendete The Cosby Show auf dem fünften Platz der Nielsen Ratings, The Simpsons kam auf den 38. Platz. Bis zur fünften Staffel blieb die Serie auf dem Sendeplatz am Donnerstag und kehrte ab der sechsten Staffel wieder auf den ursprünglichen Sendeplatz am Sonntag zurück.

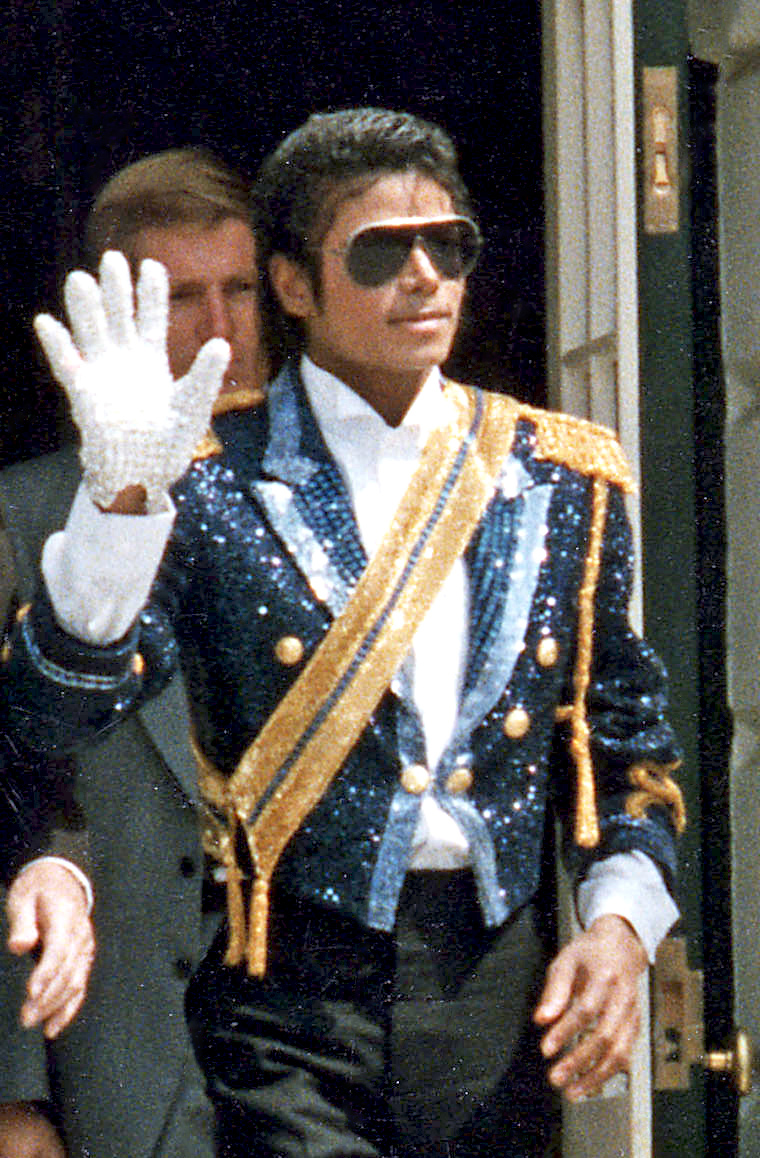
Michael Jackson

### Musikveröffentlichungen undDo the Bartman
David Geffen, der Gründer von Geffen Records, hatte die Idee, das auf der Serie basierende Album The Simpsons Sing the Blues aufzunehmen und rechtzeitig zu Weihnachten 1990 zu veröffentlichen. Für das Album wurde bereits vor seiner Veröffentlichung stark geworben. Etwas, was stark publiziert wurde, war Michael Jacksons Engagement, welches aber von den Mitwirkenden geleugnet wurde. Früh veröffentlichte Berichte schrieben Jackson die Arbeit als Komponist von Do the Bartman zu, welche Groening aber auch leugnete. Allerdings offenbarte er im Jahre 1998, dass Do the Bartman tatsächlich von Jackson mitgeschrieben und koproduziert worden war; dies konnte ihm aber nicht angerechnet werden, weil er bei einem anderen Plattenlabel unter Vertrag gestanden hatte. Jackson war ein Fan von The Simpsons, vor allem von Bart Simpson, rief die Produzenten eines Nachts an und machte ihnen das Angebot, eine Single zu schreiben und einen Gastauftritt zu machen. Letztendlich trat er in der Folge Die Geburtstagsüberraschung auf.
Das Album The Simpsons Sing the Blues erreichte den dritten Platz der Billboard 200. Am 13. Februar 1991 bekam das Album für den Verkauf von über drei Millionen Exemplaren dreifaches Platin. Außerdem wurden die Soundtrack-Alben Songs in the Key of Springfield (1997), Go Simpsonic with The Simpsons (1999), The Simpsons Movie: The Music (2007), und The Simpsons: Testify (2007) veröffentlicht.

## Jean und Reiss (1991–1993)
Obwohl Simon und Groening zunächst gut zusammenarbeiteten, wurde ihr Verhältnis laut Groening „sehr strittig“. Nach John Ortveds Buch The Simpsons: An Uncensored, Unauthorized History nahm Simon die Aufmerksamkeit der Medien, die Groening erhielt, ihm übel, insbesondere das Lob für das Schreiben der Serie. Simon fühlte, dass Groenings Beteiligung beschränkt gewesen sei und er deshalb derjenige sein sollte, der für die Serie gelobt wird. Neben Groening war auch Simon oft im Streit mit Brooks und dem Produktionsunternehmen Gracie Films, weshalb er die Serie 1993 verließ. Bevor er ging, handelte er einen Vertrag aus, durch den er jedes Jahr Anteil am Profit hat und weiterhin in den einzelnen Folgen als ausführender Produzent aufgeführt wird, obwohl er nicht mehr an der Sendung mitarbeitet. Al Jean und Mike Reiss, die für die Serie seit ihrem Beginn Drehbücher geschrieben hatten, übernahmen sie als Show Runner in der dritten Staffel. Im Vergleich zum ausführenden Produzenten ist der Show Runner mehr an der Sendung beteiligt, wirkt als Hauptautor mit und verwaltet die Produktion während der gesamten Staffel. Neben einer Abnahme des Mitarbeiterstabes wurde die Produktion der Animation nach der dritten Staffel von Klasky Csupo an Film Roman vergeben.

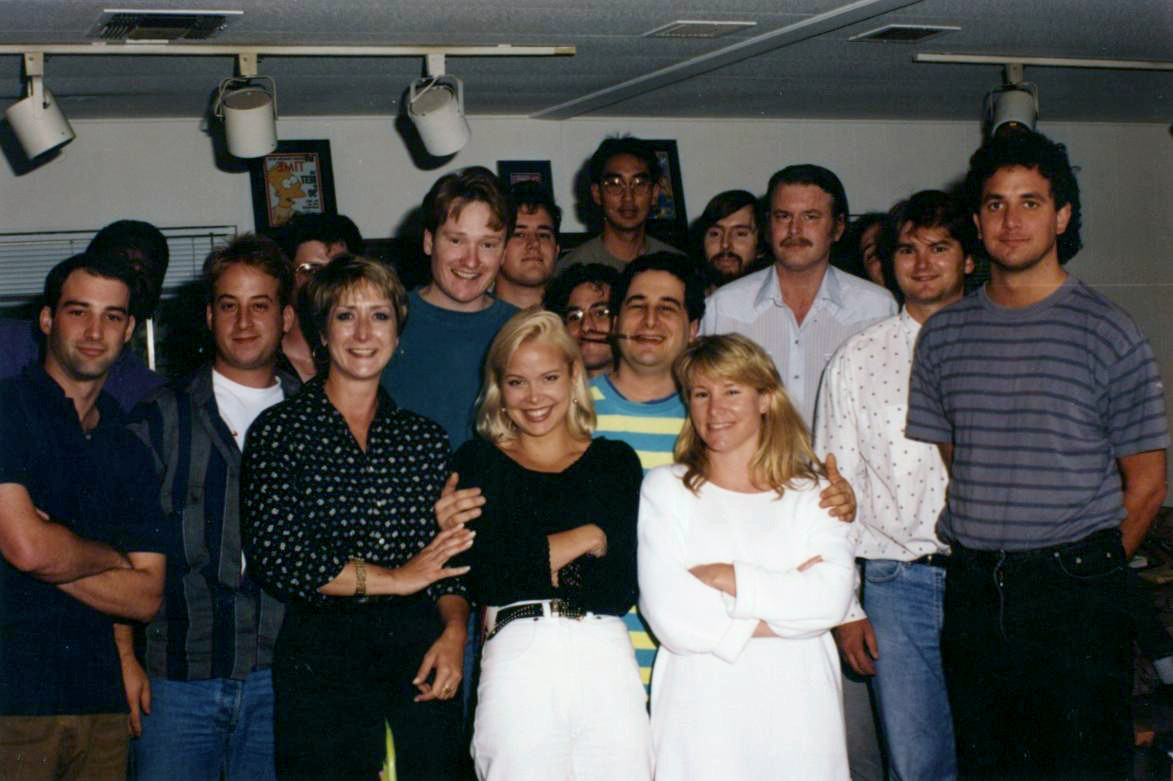
Ein Teil der Autoren der Serie im Jahr 1992.

Während der vierten Staffel wurde die Folge Bühne frei für Marge produziert. Ein Musical in dieser Folge enthält ein kontroverses Lied über die Stadt New Orleans, welches sie unter anderem als „home of pirates, drunks and whores“ (zu Deutsch: „Heimat der Piraten, Betrunkenen und Huren“) bezeichnet. Jeff Martin, der Autor dieser Folge, hatte das Lied als Parodie auf das Titellied des Musicals Sweeney Todd, welches mit wenig schmeichelhaften Begriffen über London spricht, gedacht. Die Produzenten von Die Simpsons entschuldigten sich für dieses Lied eine Woche später bei der Erstausstrahlung der Folge Homer the Heretic (dt. Titel: Ein gotteslästerliches Leben) mit dem dortigen „Tafel-Gag“, welcher „I will not defame New Orleans“ (in der dt. Version „Ich darf New Orleans nicht mies machen“) lautete.
Im Jahre 1992 reichte Tracey Ullman eine Klage ein und behauptete, dass ihre Sendung der Ursprung des Erfolges von Die Simpsons gewesen sei und sie daher einen Teil des Gewinns erhalten sollte. Sie glaubte, sie dürfe 2,5 Millionen von damals schätzungsweise 50 Millionen von der Serie erwirtschafteten Dollar haben. Fox hatte ihr bereits 58.000 Dollar an Tantiemen sowie drei Millionen Dollar für die dreieinhalb Staffeln, in denen ihre Sendung lief, gezahlt. Schließlich entschieden die Gerichte zugunsten von Fox.

## Mirkin (1993–1995)

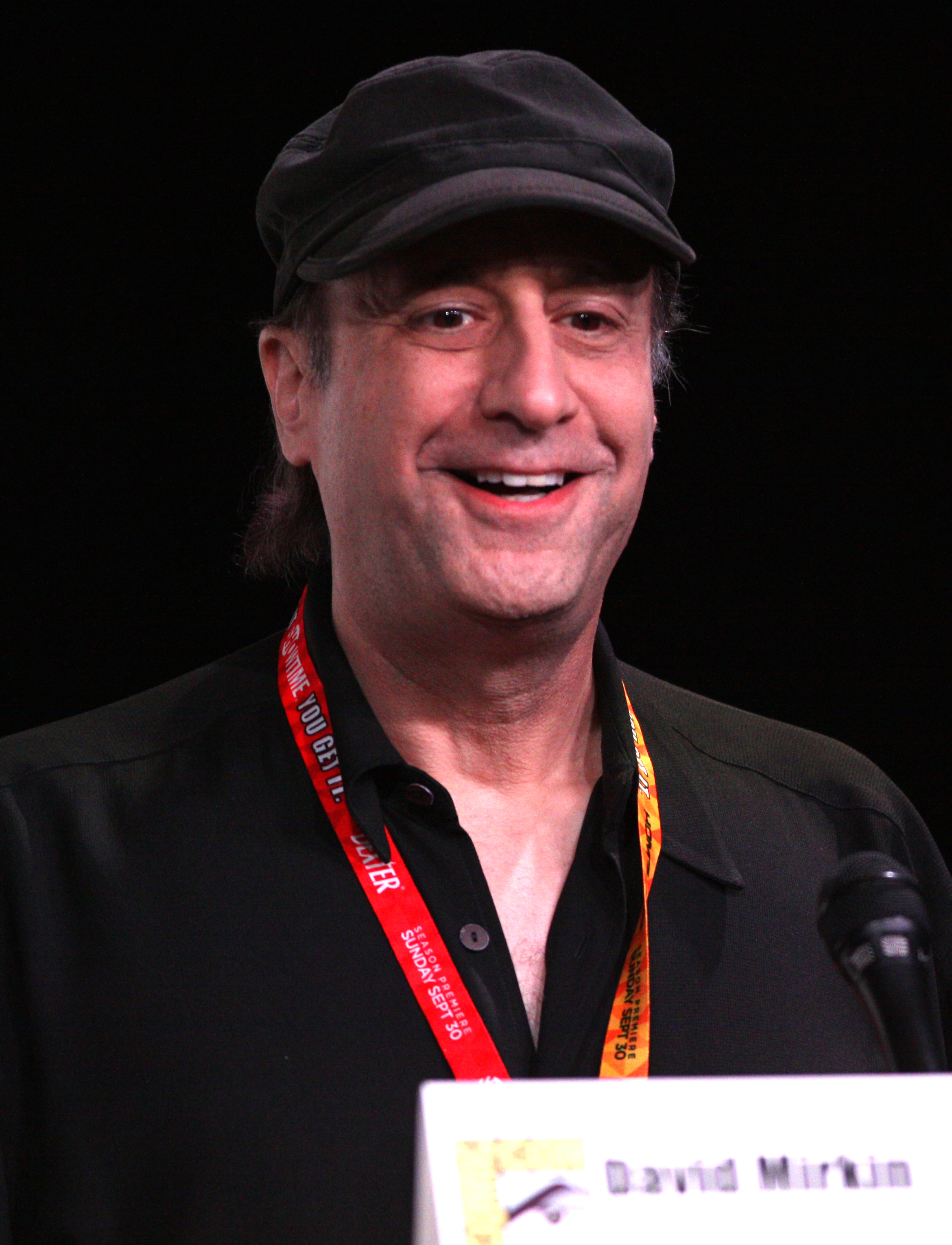
David Mirkin

Mehrere ursprüngliche Autoren, die seit der ersten Staffel mitgearbeitet hatten, verließen die Serie nach der vierten Staffel. David Mirkin übernahm die Serie als Show Runner und ausführender Produzent für die fünfte und sechste Staffel. Im Buch The Simpsons: An Uncensored, Unauthorized History beschreibt John Ortved Mirkin als „Außenseiter“ der Serie, da er im Gegensatz zum Großteil der Drehbuchautoren nicht ein Absolvent der Harvard University war. Mirkin führte die Arbeitssitzungen der Autoren in einem Raum durch, anstatt sie in zwei Gruppen aufzuteilen, wie es andere Show Runner taten, und arbeitete oft bis spät in die Nacht. Autor Richard Appel lobte Mirkins Führung und komödiantischen Stil und meinte, dass die Serie „großartig unter ihm“ gewesen sei. Unter seiner Führung verschob er den Fokus der Serie auf Homer und entwickelte mehrere Nebenfiguren, wie z. B. Apu. Er stemmte sich auch stark gegen Zensur und Einmischung des Senders. Mirkins Ära und humoristischer Stil sind beim Großteil der Fans beliebt.
Das Autorenteam wollte eine Folge produzieren, in der die Simpsons nach Australien reisen. Sie hatten sich vorher in der Serie bereits über mehrere amerikanische Institutionen lustig gemacht und dachten, es wäre interessant, eine ganze Nation spaßig zu kritisieren. Sie gestalteten Australien sowie seine Einwohner zu ihrem Spaß sehr ungenau. Die Folge Bart gegen Australien erhielt in Australien unterschiedliche Reaktionen; einige australische Fans sahen diese Folge als Verhöhnung ihres Landes an. Kurz nachdem sie ausgestrahlt wurde, erhielten Mitarbeiter der Serie mehr als 100 Briefe von Australiern, die durch die Folge beleidigt wurden. Reiss meinte, dass die Folge Australiens unbeliebteste sei und behauptete: „Wann immer die Simpsons ein anderes Land besuchen, wird dieses Land wütend, einschließlich Australien. Wir waren nach der Folge im australischen Parlament verurteilt.“
Die ehemaligen Show Runner Jean und Reiss verließen die Sendung, um ihre eigene Serie mit dem Titel The Critic zusammen mit Brooks zu produzieren. The Critic war eine kurzlebige Zeichentrickserie, die sich um das Leben des Filmkritikers Jay Sherman drehte. Zu ihrer zweiten Staffel wechselte die Serie den Sender von ABC zu Fox. Die Idee zur Folge Springfield Film-Festival hatte Brooks, der ein Crossover, das dem Start von The Critic auf Fox helfen würde, produzieren wollte. Außerdem kehrten Jean und Reiss kurzzeitig zurück, um zwei Folgen mit den Mitarbeitern von The Critic zu produzieren und die Drehbuchautoren von Die Simpsons zu entlasten. Groening hatte jedoch den Eindruck, dass Springfield Film-Festival Werbung für Brooks’ Sendung sei. Nachdem er vergeblich versucht hatte, die Ausstrahlung der Folge zu verhindern, beschloss er kurz vor der Erstausstrahlung, seinen Namen aus dem Abspann entfernen zu lassen. In Reaktion darauf sagte Brooks: „Jahrelang waren Al [Jean] und Mike [Reiss] zwei Jungs, die mit ganzem Herzen an dieser Show arbeiteten, indem sie bis vier Uhr morgens aufblieben, um alles richtig hinzubekommen. Der Punkt ist, dass Matts Name auf den Skripten von Mike und Al stand und er viel Anerkennung für ihre großartige Arbeit bekommen hat. Tatsächlich ist er der unmittelbare Begünstigte ihrer Arbeit. ‚The Critic’ ist ihre Chance und er sollte ihnen seine Unterstützung geben.“

## Oakley und Weinstein (1995–1997)
Nach der sechsten Staffel schlug Mirkin Bill Oakley und Josh Weinstein als Show Runner vor, blieb aber in beratender Funktion bei der Sendung und half in technischen Aspekten wie Schnitt und Tonmischung sowie dem Besuchen von Leseproben. Die achte Staffel beinhaltet mehrere Folgen, deren Fokus auf Nebencharaktere und neue Themen, wie zum Beispiel Scheidung, gelegt wurde. Ihre bevorzugte Wahl von Gaststars waren solche mit einzigartigen und interessanten Stimmen; mehrere ihrer Gaststars seien „alte grauhaarige Männer mit markanten Stimmen“ gewesen.
Ihr Ziel war es, realistische Folgen zu produzieren, die sich mehr auf die fünf Mitglieder der Familie Simpson fokussieren und ihre Gefühle und Emotionen zueinander erkunden. Oakley betrachtete die dritte Staffel als die beste „Comedy-Staffel“ in der Geschichte des Fernsehens und versuchte an die Art, wie sich diese Staffel anfühlte, anzuknüpfen, indem der Schwerpunkt auf Geschichten mit echten Emotionen und Lebensumständen, aber auch auf eine Reihe von unorthodoxen Folgen gelegt wurde. Die dritte Staffel war auch ihre Ausgangsbasis für Homer: „Wir mochten Homer, wie er in der zweiten und dritten Staffel war. Dies nutzen wir bewusst als unser Vorbild. Eine dämliche, liebevolle, euphorische, auf kreative Weise trottelige Parodie des amerikanischen Vaters – gezeichnet mit echten Emotionen, doch zugegebenermaßen auch überzeichnet.“
Doris Grau, die als Script Supervisor der Serie fungiert und der Figur Küchenhilfe Doris Peterson ihre Stimme geliehen hatte, starb am 30. Dezember 1995. Die Folge Homers Bowling-Mannschaft, die acht Tage später ausgestrahlt wurde, ist eine der letzten Folgen mit ihrer Stimme und enthält eine Widmung an sie. Von der neunten bis zur 18. Staffel taucht Küchenhilfe Doris nur als Hintergrundfigur auf. Sie kehrt in der Folge Der Koch, der Mafioso, die Frau und ihr Homer als sprechender Charakter zurück und wird seitdem von Tress MacNeille gesprochen.
In der Folge Lisa als Vegetarierin vollzieht Lisa eine dauerhafte Charakterentwicklung und wird Vegetarierin. Der Plot dieser Folge wurde von David S. Cohen erdacht und von den Produzenten als gute Möglichkeit betrachtet, um Paul McCartney als Gaststar engagieren zu können. McCartney willigte ein, allerdings unter der Bedingung, dass Lisa eine Vegetarierin bleibe und nicht zu ihrer alten Ernährungsweise zurückkehre. Lisas behielt ihre neue Charaktereigenschaft und ist damit eine der wenigen dauerhaften Charakterentwicklungen der Serie. In der Folge Allein ihr fehlt der Glaube (Staffel 13) verändert sich Lisa als Charakter ein weiteres Mal permanent durch ihren Übertritt zum Buddhismus.
Am 9. Februar 1997 lösten Die Simpsons die Serie Familie Feuerstein mit der Folge Homer ist „Poochie, der Wunderhund“ als die am längsten laufende Primetime-Zeichentrickserie in den Vereinigten Staaten ab. Die Produzenten griffen diesen Meilenstein auf und befassten sich daraufhin mit der Frage der Langlebigkeit einer Serie und den Problemen, die entstehen, wenn ihre Produzenten versuchen, sie zu erneuern; diese Thematik ist in den USA allgemein als „Jump the shark“ bekannt.

## Scully (1997–2001)

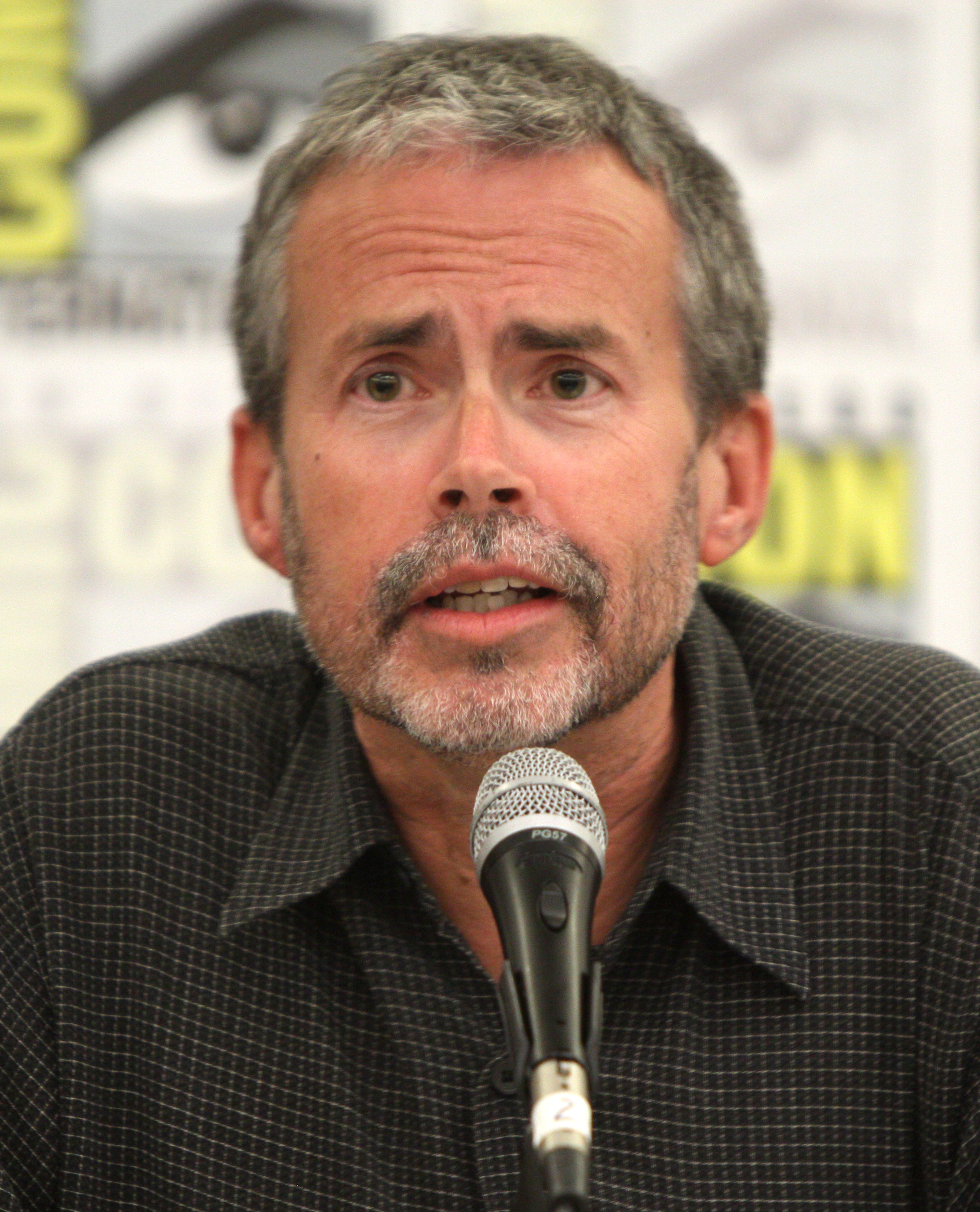
Mike Scully

Oakley und Weinstein beendeten die Arbeit als Show Runner nach der achten Staffel, weshalb Mike Scully 1997 ihren Platz übernahm. Als Show Runner und ausführender Produzent sagte Scully, sein Ziel sei es gewesen, „die Show nicht zu zerstören“. Scully war bei den Mitarbeitern beliebt, von denen viele seine Organisation und sein Management lobten. Drehbuchautor Tom Martin sagte, Scully sei „sehr wahrscheinlich der beste Chef, für den [er] je gearbeitet [hat]“ und „ein großartiger Manager von Menschen“. Autor Don Payne erklärte, dass es Scully für seine Mitarbeiter wichtig gewesen sei, anständige Arbeitszeiten zu haben. Scully stellte fest: „Ich habe eine Menge von Lisas Folgen geschrieben. Ich habe fünf Töchter, also mag ich Lisa sehr. Homer auch. Homer liegt mir einfach im Blut. Ich weiß nicht, ob das eine gute oder eine schlechte Sache ist. Viele meiner liebsten Folgen sind diejenigen, in denen Homer und Lisa im Konflikt miteinander sind… Sie sind sehr menschlich, ich glaube, darin besteht ihre Anziehungskraft.“
Dennoch war und ist Scullys Zeit als Show Runner oft Gegenstand von Kritik der Fans von Die Simpsons. John Ortved schrieb in seinem Buch The Simpsons: An Uncensored, Unauthorized History: „Scullys Folgen glänzen zwar im Vergleich zu dem, was The Simpsons heutzutage ausstrahlen, aber er war der Mann am Steuer, als sich das Schiff in Richtung des Eisberges drehte.“ Die BBC brachte die heute vorherrschende Meinung im Jahr 2010 auf den Punkt: „Der allgemeine Konsens ist, dass die goldene Ära von The Simpsons mit der neunten Staffel endete.“ Ein Gastkommentar im Online-Magazin Slate von Chris Suellentrop meinte, die Serie habe sich unter Scullys Verantwortung aus einer realistischen, satirischen Serie über das Familienleben in einen typischen Cartoon verändert. Einige Fans beklagten sich über die Verwandlung von Homers Charakter von bemüht und aufrichtig in einen „ungehobelten, selbst verherrlichenden Dummkopf“ und titulierten ihn als „Jerkass Homer“. Ortved wies allerdings darauf hin, dass es schwer zu sagen sei, wie viel des Qualitätsverlustes Scullys Schuld sei; außerdem sei das Beschuldigen eines einzelnen Show Runners für die Abnahme der Qualität der Sendung unfair.

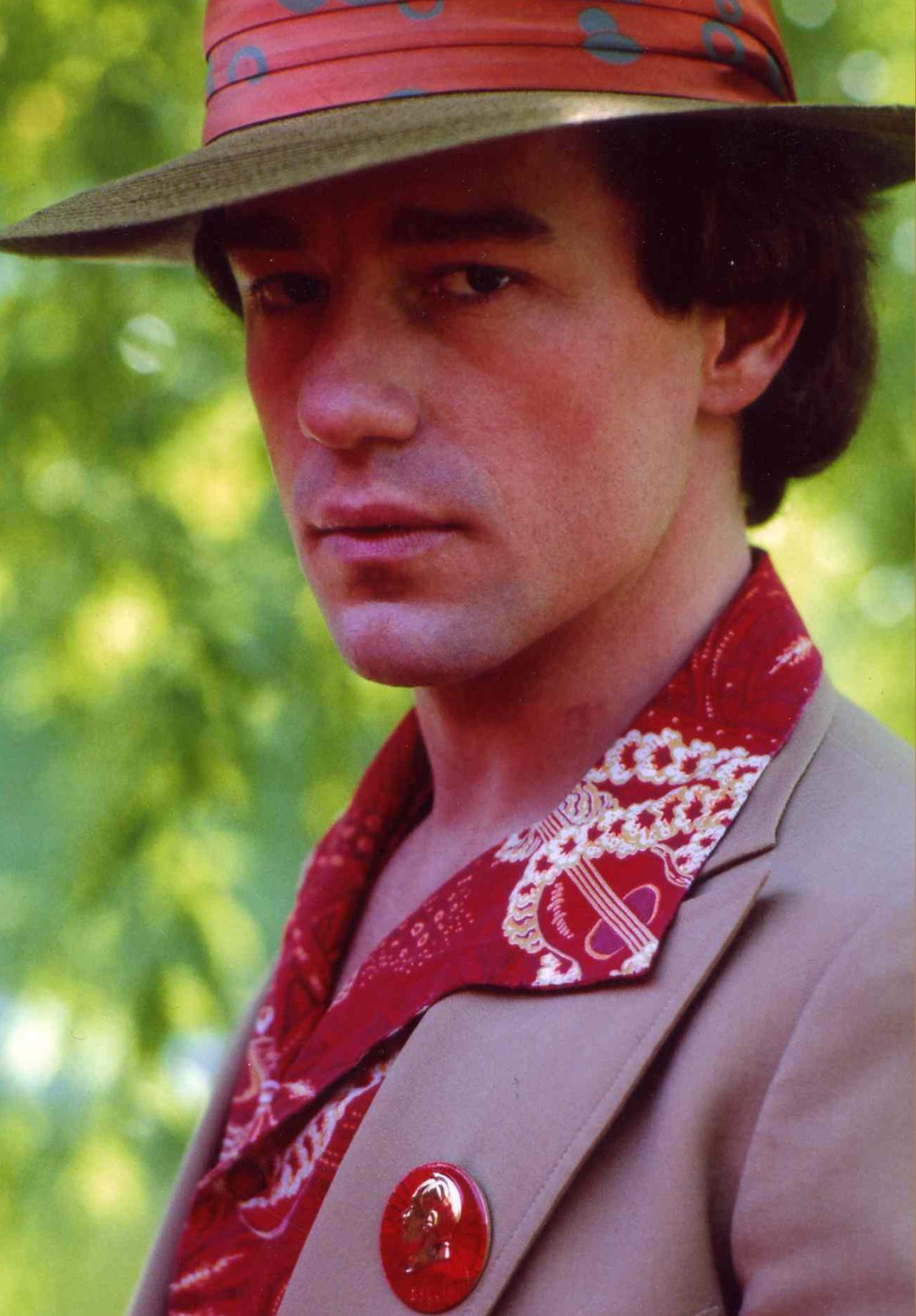
Phil Hartman

Brian Tallerico von UGO Entertainment verteidigte dagegen die zehnte Staffel gegen Kritik. Er schrieb 2007 in einer Rezension, dass der Vergleich der zehnten Staffel mit den besten der Serie „unfair“ und „wirklich unsinnig“ sei. Er schrieb dazu: „‚Ja, ich habe gelacht, aber nicht so kräftig wie vor ein paar Jahren. Deshalb ist es beschissen.‘ Das ist Unsinn. Tatsache ist, dass sogar die zehnte Staffel von The Simpsons lustiger als die besten Staffeln der meisten anderen Serien war […]“ Jesse Hassenger von PopMatters erklärte in einem Bericht, dass diese Folgen nicht ohne Charme seien, viele seien tatsächlich „zum laut Auflachen witzig“ und „typisch smart“.
Am 28. Mai 1998 wurde Phil Hartman, Originalsprecher von Troy McClure und Lionel Hutz, von seiner Frau erschossen und ermordet, während er in ihrem Haus in Encino, Los Angeles, schlief. Seine Frau, Brynn Omdahl, beging mehrere Stunden später Suizid. In den Wochen nach seinem Tod wurde Hartman bei mehreren Ehrungen gefeiert. Nach dem Tod von Hartman 1998 wurde er nicht durch einen neuen Synchronsprecher ersetzt, sondern die Charaktere McClure und Hutz aus der Serie genommen. McClure trat zum letzten Mal in der Folge Bart brütet etwas aus (Staffel 10) auf, die Hartman gewidmet wurde.
In der Folge Die japanische Horror-Spielshow aus der zehnten Staffel reist die Familie Simpson nach Japan. Die Folge nimmt Bezug auf mehrere Aspekte der japanischen und amerikanischen Kultur sowie Unterschiede zwischen diesen. Bei einem Sumō-Kampf treffen Homer und Bart in dieser Folge auf den japanischen Kaiser Akihito, welcher von Homer in eine Kiste mit Mawashis geworfen wird; diese Szene galt in Japan als respektlos. Obwohl alle anderen Folgen auf Japanisch synchronisiert und im japanischen Fernsehen ausgestrahlt wurden, ist Die japanische Horror-Spielshow noch nie offiziell in Japan zu sehen gewesen.

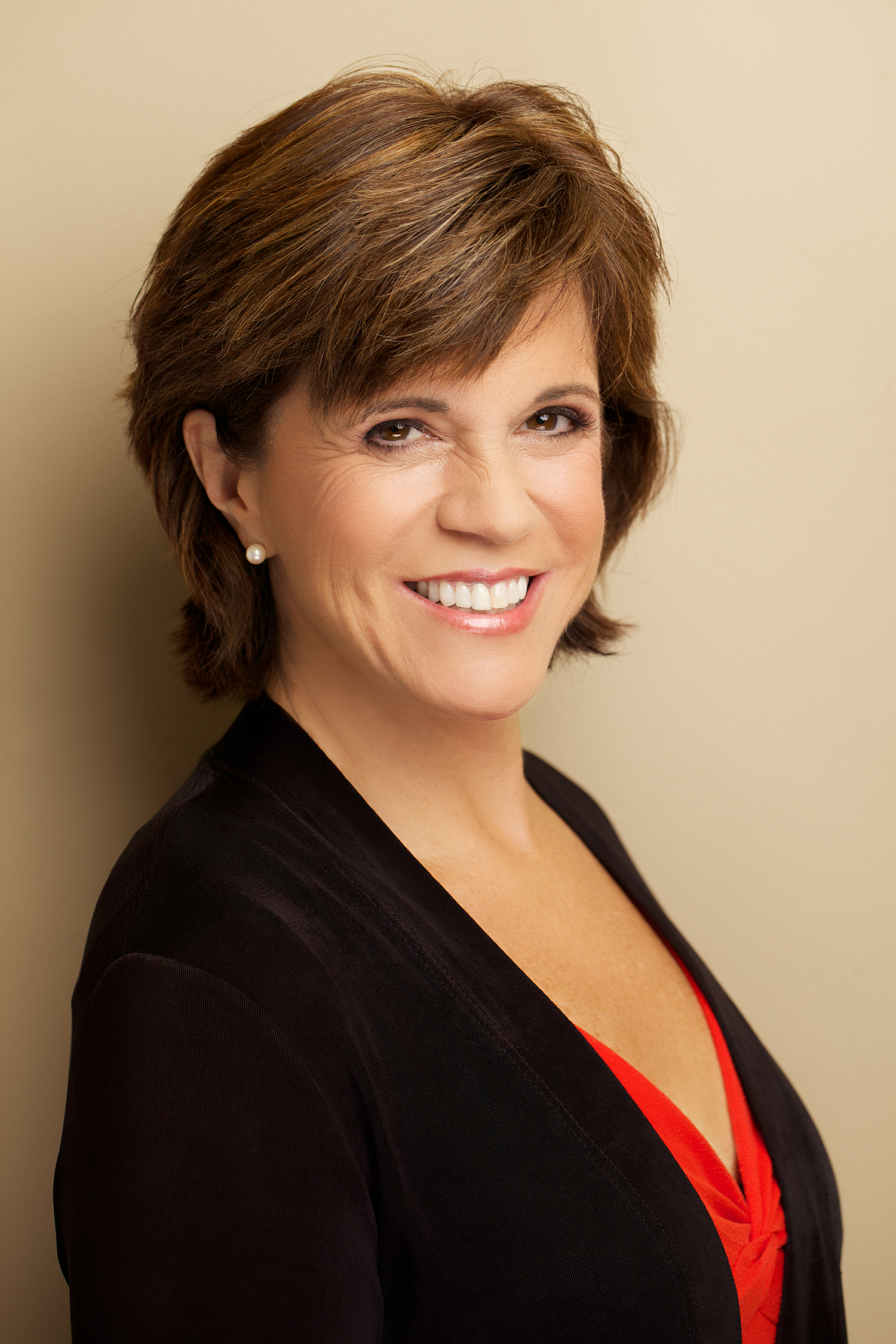
Maggie Roswell

### Personelle Probleme
Bis zur Produktion der zehnten Staffel im Jahre 1998 wurde den sechs wichtigsten Originalsprechern 30.000 Dollar pro Folge gezahlt. 1998 entstanden aber Gehaltsstreitigkeiten zwischen ihnen und Fox Broadcasting Company; die Sprecher drohten dabei mit einem Streik. Fox ging so weit, ein Casting für neue Stimmen vorzubereiten, aber sie einigten sich doch noch und ihre Gehälter wurden auf 125.000 Dollar pro Folge erhöht.
Synchronsprecherin Maggie Roswell verließ die Serie im Frühjahr 1999 nach einem Lohnstreit mit Fox. Der Sender hatte ursprünglich berichtet, dass sie die Sendung nur verlassen habe, weil sie zu müde vom Fliegen zwischen Denver und Los Angeles war, um danach aufnehmen zu können. Später erklärte Roswell, dass sie nicht nur wegen der Müdigkeit der Reise nach einer Gehaltserhöhung bat, sondern auch wegen steigender Kosten für Flugtickets. Roswell wurden in den drei Staffeln, bevor sie ging, pro Folge 1500 bis 2000 Dollar gezahlt und sie fragte Fox nach einer Erhöhung auf 6000 Dollar pro Folge. Doch Fox bot ihr nur 150 Dollar Erhöhung an, weshalb sie sich entschied, die Serie zu verlassen. Aufgrund Roswells Abschied wurde die von ihr gesprochene Figur Maude Flanders in der Folge Ned Flanders: Wieder allein (Staffel 11) getötet. Synchronsprecherin Marcia Mitzman Gaven wurde kurz darauf engagiert, um Roswells weitere, noch lebenden Charaktere zu sprechen. Roswell kehrte im Jahre 2002 zur Premiere der 14. Staffel zurück. Sie verhandelte mit Fox einen Vertrag, um ihren Text von ihrem zu Hause, Denver, aus aufzunehmen, womit der Streit endete.

## Die Rückkehr von Jean (2001–2007)
Jean kehrte während der zehnten Staffel von Die Simpsons zur Serie zurück. Er wurde zu Beginn der 13. Staffel im Jahre 2001 wieder Show Runner, dieses Mal jedoch ohne Reiss. Jean sagte: „Das härteste an diesem Punkt ist, sich etwas frisches einfallen zu lassen. Die Leute wissen dermaßen gut über alles beschied, was wir bisher gemacht haben, sodass die Herausforderung nun ist, einen Einfall zu haben, der gut ist, aber noch nicht Gesehenes darstellt.“

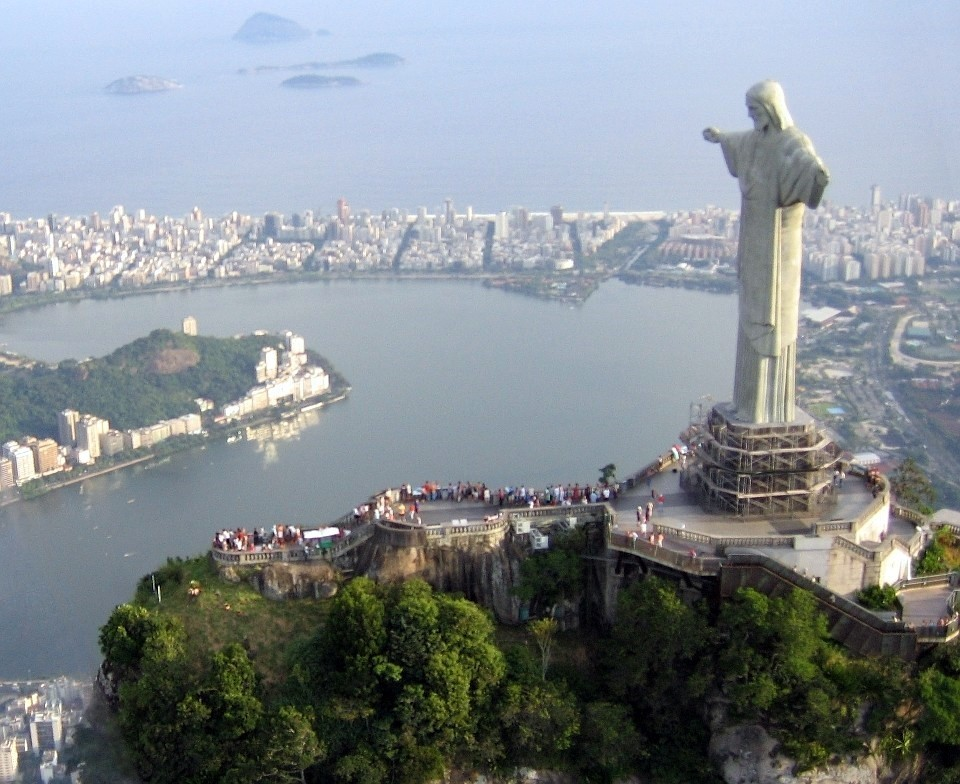
Rio de Janeiro

In der Folge Das ist alles nur Lisas Schuld (Staffel 13) besuchen die Simpsons Rio de Janeiro in Brasilien. In der Woche nach ihrer Erstausstrahlung stand sie in Brasilien unter Kritik, speziell unter der des Tourismusverbandes von Rio de Janeiro („Riotur“). Der Verband behauptete, die Stadt sei mit einer weit verbreiteten Straßenkriminalität, Entführungen, Elendsvierteln und einer Rattenplage falsch dargestellt worden. Sie meinten, die Serie sei zu weit gegangen und unterminierten eine 18 Millionen Dollar schwere Werbekampagne, um für Besucher zu werben. Fernando Henrique Cardoso, der damalige brasilianische Präsident, erklärte, dass die Folge eine verzerrte Sicht auf die brasilianische Realität gebe. Mit dem 9. April 2002 bereitete sich Riotur vor, die Produzenten der Serie sowie Fox für die Schädigung ihres internationalen Ansehens und den Verlust von Einnahmen zu verklagen. Dieser Streit drohte ein diplomatischer Zwischenfall zu werden. Nach der Kenntnis der drohenden Klage kontaktierten die Produzenten die Anwälte von Fox, welche sie darüber informierten, dass eine Stadt wegen übler Nachrede nicht formaljuristisch klagen könne. Als Reaktion darauf entschuldigte sich der ausführende Produzent Brooks und sagte: „Wir entschuldigen uns bei der wunderschönen Stadt und den Menschen Rio de Janeiros […]“
In der 14. Staffel wechselte die Produktion der Serie von der herkömmlichen „Cel“-Animation zu einer mit digitaler Tinte und Farbe. Die erste Folge, um dies vorher zu erproben, war Filmstar wider Willen (Staffel 7) aus dem Jahre 1995. Die Animatoren benutzten eine solche Technik auch bereits in der Folge Tennis mit Venus (Staffel 12), Gracie Films aber verzögerte den regulären Einsatz von digitaler Tinte und Farbe auf zwei Staffeln später.
Als die Einnahmen der Serie weiter durch Anstieg der weltweiten Verbreitung und DVD-Verkäufen zunahmen, stoppten die Originalsprecher ihr Erscheinen in Proben im April 2004. Nach wochenlangen, erfolglosen Verhandlungen mit Fox, in denen sie nach einer Erhöhung ihres Lohns auf 360.000 Dollar pro Folge oder auf acht Millionen Dollar für eine 22 Folgen umfassende Staffel baten, stellten sie schließlich ihre Arbeit ein. Der Streik wurde etwa einen Monat später beendet und ihr Gehalt wurde auf 250.000 bis 360.000 Dollar pro Folge erhöht.
In der 16. Staffel zeigte sich eine weitere der wenigen großen Charakterentwicklungen seit Beginn der Serie. Es wurde bereits mehrere Monate vor der Erstausstrahlung der Folge Drum prüfe, wer sich ewig bindet berichtet, dass sich in ihr ein wichtiger Charakter als homosexuell outen würde. Auf der San Diego Comic-Con International im Juli 2004 offenbarte Al Jean: „Wir haben eine Folge, in der Springfield homosexuelle Ehen legalisiert, um Geld aufzutreiben. Homer wird zum Pfarrer beim Ausfüllen eines Formulars im Internet. Ein langjähriger Charakter outet sich, aber ich sage nicht wer.“ Dies führte zu vielen Spekulationen über die Folge in den Medien und der Presse. Viele Fans rieten richtig, dass es eine von Homers Schwägerinnen Patty oder Selma sein würde, während andere glaubten, es würde Waylon Smithers sein.
Nachdem Elisabeth Volkmann, Synchronsprecherin von Marge Simpson und Patty und Selma Bouvier in der deutschen Sprachversion, im Juli 2006 tot in ihrer Wohnung aufgefunden wurde, begann der Sender ProSieben mit der Suche einer Nachfolgerin. Bis zu diesem Zeitpunkt waren erst elf der 22 Folgen der siebzehnten Staffel von Volkmann synchronisiert worden, weshalb ProSieben die Erstausstrahlung der Staffel unterbrechen musste. Am 15. September 2006 starb auch Ivar Combrinck, Synchronregisseur der Serie in der deutschen Fassung, im Alter von 63 Jahren; seinen Platz übernahm Matthias von Stegmann. Im Oktober 2006 wurde bekannt, dass Komikerin Anke Engelke die neue deutsche Stimme von Marge Simpson wird. Zuvor ließ man mehrere Folgen mit Schauspielerin Angelika Bender als Marge aufnehmen, welche aber nun Patty und Selma synchronisiert. Volkmanns letzte synchronisierte Folge, Die Straße der Verdammten, wurde zum ersten Mal am 12. November 2006 auf ProSieben ausgestrahlt und endet in der deutschen Sprachversion mit einer Widmung an sie. Die erste von Engelke synchronisierte Folge ist Ein perfekter Gentleman und wurde am 21. Januar 2007 zum ersten Mal ausgestrahlt.

## Film (2007)

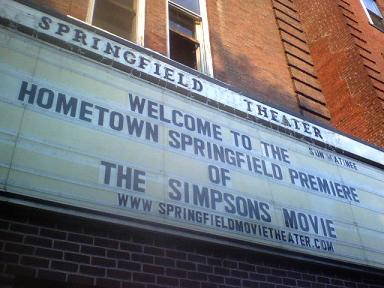
Die Simpsons – Der Film wurde in Springfield, Vermont, uraufgeführt.

20th Century Fox, Gracie Films und Film Roman produzierten den abendfüllenden Zeichentrickfilm Die Simpsons – Der Film zur Serie, welcher weltweit am 26. und 27. Juli in die Kinos kam. Die Mitarbeiter hatten seit Anfang der Serie über einen Film nachgedacht, diese Gedanken scheiterten unter anderem aber am Mangel eines Drehbuchs in geeigneter Länge. Die Regie des Films führte David Silverman, während das Drehbuch von einem Team aus Groening, Brooks, Jean, Reiss, Mirkin, Scully, George Meyer, John Swartzwelder, Jon Vitti, Matt Selman und Ian Maxtone-Graham geschrieben wurde. Die Idee zur Handlung des Films kam Groening, als er etwas über eine Stadt las, die Fäkalien von Schweinen in ihrer Wasserversorgung loswerden wollte. Die Produktion des Films fand zusammen mit dem andauernden Schreiben der Serie statt, obwohl mehrjährige Abkommen der Mitwirkenden der Serie vereinbart hatten, die Produktion eines möglichen Films erst nach Beendigung der Serie zu beginnen.
Nach dem Gewinn eines von Fox und USA Today gehaltenen Wettbewerbs veranstaltete Springfield in Vermont die Weltpremiere des Films. Er spielte an seinem ersten Wochenende in den Vereinigten Staaten etwa 74 Millionen Dollar ein, womit er an der Spitze der Einspielergebnisse war. In Deutschland hatte der Film am ersten Wochenende über 1,6 Millionen Zuschauer.

## Staffeln nach dem Film (seit 2007)
Jean setzte seine Arbeit als Show Runner auch nach dem Film fort. Kritiker meinten, dass die Qualität der Serie während seiner Zeit zurückgegangen sei. Jacob Burch, Administrator der Website NoHomers.com, sagte in einem Interview, die Sendung schiene „weniger geschlossen“ und versuche mehr, „Witze hineinzubekommen, statt eine Geschichte zu machen und die Witze daraus kommen zu lassen“ und fuhr fort: „Ich denke nur, es gibt so viel, was man [mit den Charakteren] machen kann.“ Jean reagierte auf diese Kritik mit den Worten: „Naja, es ist möglich, dass wir nachlassen. Aber ehrlich, ich bin die ganze Zeit hier gewesen und ich erinnere mich an zwei Menschen, die sagten ‚Es ist bergab gegangen.‘ Wenn wir das gehört hätten, hätten wir nach der 13. Folge aufgehört. Ich bin froh, dass wir es nicht getan haben.“
Die Autoren von Die Simpsons gingen Ende 2007 zusammen mit dem Writers Guild of America in den Streik. Die Ausstrahlung der Serie war davon jedoch nicht betroffen. Seit mehreren Jahren dauerte es eine lange Zeit, eine Folge einer Zeichentrickserie zu produzieren, da sie bis zu einem Jahr im Voraus geschrieben werden. Somit hätte der Streik lange dauern müssen, um die Ausstrahlungen zu verzögern. Die Produktion der 20. Staffel wurde außerdem auch aufgrund von Vertragsverhandlungen mit den sechs wichtigen Synchronsprechern verzögert. Der Streik wurde aber beendet und ihr Gehalt auf 400.000 Dollar pro Folge erhöht. Die Verzögerung der Produktion verursachte eine Verkürzung der Staffel von geplanten 22 auf 20 Folgen.

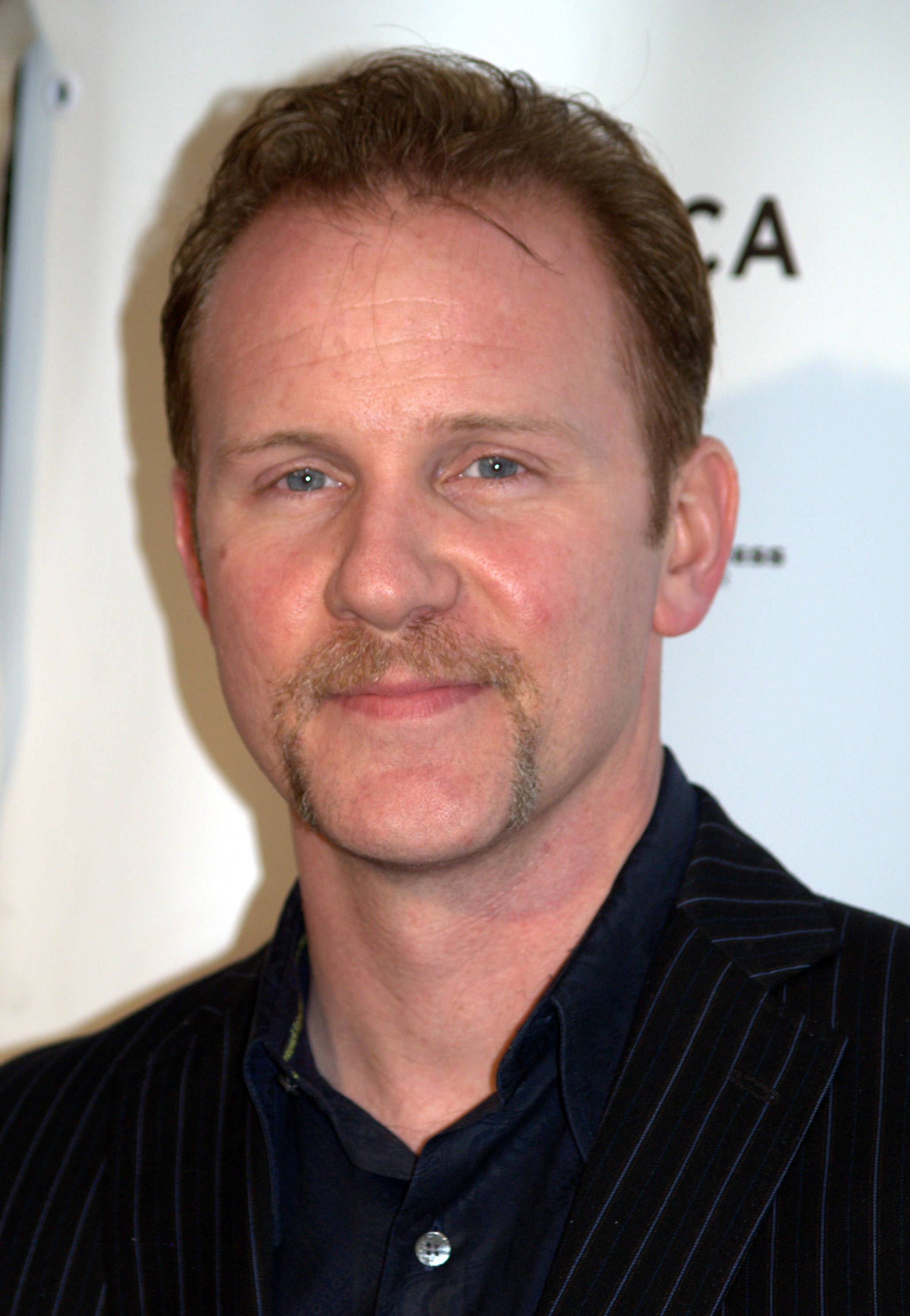
Morgan Spurlock

### 20. Geburtstag und Ausstrahlungsrekord
Um den 20. Jahrestag der Premiere von Die Simpsons zu feiern, kündigte Fox eine einjährige Feier mit dem Titel „Best. 20 Years. Ever.“ an. Diese lief vom 14. Januar 2009 bis zum 14. Januar 2010. Morgan Spurlock, ein für den Oscar nominierter Dokumentarfilmer (Best Documentary Feature für Super Size Me) und ein Fan der Serie seit seiner Zeit am College, wurde im Februar 2009 gefragt, bei dem Film The Simpsons 20th Anniversary Special – In 3-D! On Ice! Regie führen zu können. Der Film wurde am 10. Januar 2010 zusammen mit der Folge Es war einmal in Springfield (Staffel 21) ausgestrahlt.
Die Folge Million Dollar Homie (Staffel 21) zeigte einen neuen Charakter, welcher von dem Gewinner eines Fan-Wettbewerbs während der einjährigen Feier, bei dem Fans ihre eigenen Ideen für neue, eventuell wiederkehrende Charaktere einreichen konnten, geschaffen wurde. Mehr als 25.000 Ideen wurden eingereicht. Die Gewinnerin des Wettbewerbes war Peggy Black aus Orange, Connecticut, die den Charakter Ricardo Bomba schuf. Er stirbt bereits bei seinem ersten Auftritt. Eine weitere große Veränderung war die Ausstrahlung und Produktion der Serie in einer Auflösung von 720p High Definition Television sowie ein neuer Vorspann mit der Folge Quatsch mit Soße (Staffel 20). Es war die erste dauerhafte Veränderung des Vorspanns seit der zweiten Staffel im Jahre 1990; vorherige Änderungen kürzten den Vorspann nur individuell für eine Folge. Nachdem Die Simpsons Ende 2009 in ihre 21. Staffel ging, übertraf sie die Serie Rauchende Colts als die am längsten laufende amerikanische Primetime-Serie mit Drehbuch.
Mit dem Ende der 22. Staffel wurde in der letzten Episode offen gelassen, ob die Charaktere Ned Flanders und Edna Krabappel ein Paar bleiben. Die amerikanischen Zuschauer hatten bis zum Beginn der nächsten Staffel die Möglichkeit, im Internet für Nedna oder dagegen zu stimmen. Mit dem Beginn der 23. Staffel wurde bekannt, dass die Zuschauer sich dazu entschieden hatten, dass Ned Flanders und Edna Krabappel weiterhin ein Paar sein sollen.

### Überlegungen einer Absetzung
Am 4. Oktober 2011 veröffentlichte 20th Century Fox Television folgende Erklärung:

“23 seasons in, The Simpsons is as creatively vibrant as ever and beloved by millions around the world. We believe this brilliant series can and should continue, but we cannot produce future seasons under its current financial model. We are hopeful that we can reach an agreement with the voice cast that allows The Simpsons to go on entertaining audiences with original episodes for many years to come.”

„23 Staffeln sind abgedreht, The Simpsons ist so kreativ dynamisch wie immer, und wird von Millionen auf der ganzen Welt geliebt. Wir meinen, dass diese brillante Serie fortgesetzt werden kann und sollte, aber wir können künftige Staffeln unter dem aktuellen finanziellen Modell nicht produzieren. Wir hoffen, dass wir eine Vereinbarung mit den Synchronsprechern erreichen können, die es The Simpsons ermöglicht, die Zuschauer weiterhin viele Jahre lang mit neuen Folgen unterhalten zu können.“

Ein 17-jähriger Vertrag mit lokalen Fernsehsendern zur Vermarktung der Serie untersagte Fox den Verkauf der Sendung an Kabelsender. Solange von Die Simpsons immer noch neue Folgen produziert werden, kann Fox dieses Abkommen nicht brechen. In der Zwischenzeit aber entwickelten sich Kabelsender und sind mittlerweile so groß wie der Markt an lokalen Fernsehstationen. Fox’ Muttergesellschaft News Corporation beriet in Sitzungen über die Möglichkeit eines Kabelsenders, der nur Die Simpsons senden würde. Berater dachten über eine Absetzung und einen anschließenden Weiterverkauf der Serie an Kabelsender, der 750 Millionen Dollar wert sein sollte, nach.
Für die Verhandlungen bat das Studio, dass die Synchronsprecher eine 45-prozentige Kürzung ihrer Gehälter akzeptieren würden, damit weitere Staffeln nach der damals laufenden 23. Staffel produziert werden könnten. Bis dahin verdienten die Sprecher ca. 440.000 Dollar pro Folge. Sie waren bereit, eine Lohnkürzung zu akzeptieren, wollten stattdessen aber eine Beteiligung an den Einnahmen der Merchandise-Produkte und dem internationalen Rechtevertrieb haben, den „Back-end“-Zahlungen. Zu einem Zeitpunkt boten mehrere Sprecher eine Lohnkürzung von 70 Prozent im Austausch für die „Back-end“-Zahlungen, aber das Studio war nicht bereit, ein Abkommen mit dieser Art von Zahlungen zu machen. Am Ende erreichten das Studio und die Sprecher einen Vertrag, mit dem die Akteure eine Lohnkürzung von 30 Prozent auf somit etwa 300.000 Dollar pro Folge bekamen, weshalb die Serie bis zu einer 25. Staffel verlängert werden konnte.